# Вулиця Кам'янецька (Львів)
Вулиця Кам'янецька — вулиця в Сихівському районі Львова, у місцевості Новий Львів. Починається від вулиці Угорської та закінчується глухим кутом. Прилучається вулиця Сумська.

## Історія
Архітектори Фердинанд Касслер та Александер Остен у 1910 році запланували створити на Новому Львові дільницю вілл. Вони створили план міста-саду у вигляді прямокутника з великою круглою площею-сонцем у центрі, від якого розходилися шість вулиць-променів. На них планувалось споруджувати вілли та 2-3-поверхові будинки, оточені садами. До початку першої світової війни встигли спорудити лише кілька будиночків в межах сучасних вулиць Нового Львова. Перший будинок на вулиці Кам’янецькій, на той вулиці Подольській, був збудований наприкінці 1930-х років.

## Забудова
Промислова, одно- та двоповерховий польський конструктивізм 1930-х років, двоповерхова барачна 1950-х років, сучасна двоповерхова забудова.
№ 1А. За цією адресою розташовано львівський офіс (центр розробок) української ІТ-компанії Perfectial, збудований у 2015 році.